# Újhold Évkönyv
Újhold-évkönyv félévenként jelentkező irodalmi antológia 1986-1991 közt. 1986-ban az Újhold című irodalmi és kritikai folyóirat indulásának 40. évfordulója (1946-1986) alkalmából alapították. A Magvető kiadásában jelent meg.

## Tartalma, munkatársai
Az antológia a szépirodalmi művek mellett tanulmányokat és dokumentumokat is közreadott.  Szerkesztői részben az Újhold című folyóirat szerkesztőivel azonos személyek, Lengyel Balázs, Nemes Nagy Ágnes. Az alapításhoz csatlakozott és a szerkesztésben egyenrangú társként vett részt a kezdetektől fogva Lakatos István költő, író. 1988-tól főmunkatársak lettek a fiatalabb nemzedékből Balassa Péter, Ferencz Győző és Török Endre.
Az évkönyvekben a költők közül itt találjuk többek közt például Baka István, Balla Zsófia, Csoóri Sándor, Csorba Győző, Kányádi Sándor, Szőcs Géza, Veress Miklós, Weöres Sándor verseit.
Jeles prózaírók műveiből publikáltak, köztük: Esterházy Péter, Határ Győző, Hubay Miklós, Jókai Anna, Kertész Imre, Nádas Péter, Ottlik Géza, Szabó Magda, Tandori Dezső.
Színpadi műveket közöltek Göncz Árpádtól, Szabó Magdától.
A dokumentumok rovatban többek közt Babits Mihálytól, Bibó Istvántól, Csalog Zsolttól, Lengyel Józseftől, Weöres Sándortól közöltek feljegyzéseket, beszédeket, leveleket.
A tanulmányok rovat írói közt ott van Domokos Mátyás, Kabdebó Lóránt, Németh G. Béla, Tőzsér Árpád stb.

## Repertórium
- Buda Attila: Az Újhold repertóriumai